# Gerardo Pisarello Prados
Gerardo Pisarello Prados (San Miguel de Tucumán, Tucumán, 10 de agosto de 1970) es un jurista, político y profesor universitario hispano-argentino de Derecho Constitucional. Desde 2019, ejerce como secretario primero del Congreso de los Diputados, donde es diputado por Barcelona. Entre 2015 y 2019, fue el primer teniente del ayuntamiento de Barcelona en el primer mandato de Ada Colau.

## Biografía

### Origen familiar y vida académica
Nacido en Tucumán (Argentina) el 10 de agosto de 1970, es hijo de Aurora Prados, maestra rural y de Ángel Pisarello (1916-1976), destacado abogado y político argentino miembro de la Unión Cívica Radical, detenido-desaparecido y asesinado en 1976, tres meses después del golpe de Estado del 24 de marzo que dio paso al régimen dictatorial que duró hasta diciembre de 1983. Su tío segundo es Gerardo Pisarello (1898-1986) escritor, intelectual de la izquierda progresista argentina e integrante de la corriente vanguardista de la década de los años 20 denominada Grupo Boedo.   
Su infancia transcurrió en el Tucumán de la dictadura, junto a su madre y sus dos hermanas. Proscritos los partidos y el derecho a la asociación, su formación política en su adolescencia estuvo vinculada al cristianismo de base. En 1988 obtuvo una beca de estudios que le permitió vivir durante un año en Palo Alto, California, en el marco de un programa del American Field Service. Ya en la Facultad de Derecho de la Universidad Nacional de Tucumán, fue miembro activo del movimiento estudiantil que se opuso a las políticas neoliberales de Carlos Saúl Menem y a las leyes de impunidad de los responsables de la
dictadura.   
Tras finalizar sus estudios se trasladó a Madrid en 1995 para realizar el doctorado en la Universidad Complutense de Madrid (UCM) donde conoció a Juan Carlos Monedero. Fue discípulo y traductor del jurista italiano Luigi Ferrajoli y de los catedráticos de Derecho constitucional Pedro de Vega García y Carlos de Cabo Martín. En 1998 se doctoró con una tesis sobre los derechos sociales. Resultado de este trabajo son sus dos primeros libros: Vivienda para todos. Un derecho en (de)construcción. Icaria Editorial, 2003, y Los derechos sociales y sus garantías. Trotta Editorial, 2007. Durante esa etapa, se vinculó a políticos e intelectuales como Jaime Pastor y entró en contacto también con estudiantes y profesores que más tarde figurarían entre los impulsores del movimiento 15 M y posteriormente en la fundación del movimiento político Podemos.

### Trayectoria profesional
En 2001 se trasladó a Barcelona y se incorporó como profesor de Derecho Constitucional en la Facultad de Derecho de la Universidad de Barcelona (UB). Fue profesor invitado en diferentes universidades y centros de Europa y América Latina. Es autor y coautor de diversos artículos y libros sobre constitucionalismo, democracia y derechos humanos. Entre 2007 y 2014 fue vicepresidente del Observatorio de Derechos Económicos, Sociales y Culturales (DESC) centro dedicado al estudio, investigación, asesoramiento e incidencia política en materia de derechos económicos, sociales y culturales. En agosto de 2018, fue nombrado doctor honoris causa por la Universidad Nacional de Rosario, Argentina.

## Vida política
Tras llegar a Barcelona, en 2001, se implicó activamente en el movimiento contra la Guerra de Irak de 2003. También fue miembro de la campaña contra el Tratado Constitucional europeo y por una Europa alternativa, en 2004-2005. Asimismo, se incorporó al Consejo de Redacción de la revista Mientras Tanto, fundada por el filósofo y político comunista Manuel Sacristán, y más tarde a la Red Renta Básica y a la revista Sin Permiso, impulsada por el filósofo Antoni Domènech. Por esa misma época conoció al dirigente nacionalista gallego Xosé Manuel Beiras y al politólogo Miquel Caminal Badia, teórico del federalismo plurinacional. Ambos ejercerían en él una influencia importante.
Como miembro del Observatorio de Derechos Económicos, Sociales y Culturales (DESC), colaboró con movimientos por el derecho a la vivienda y con la Plataforma de Afectados por la Hipoteca (PAH). En esos años conocería a activistas y políticos como Ada Colau, Jaume Asens o Xavier Domènech. Tras participar en las asambleas del 15-M de Sagrada Familia, se incorporó en 2013, junto a Domènech y Asens, al movimiento social y político denominado Procés Constituent, impulsado, entre otros, por el economista Arcadi Oliveres y la activista Esther Vivas. Como resultado de estas experiencias publicó: Un largo Termidor. La ofensiva del constitucionalismo antidemocrático. Trotta Editorial, 2011 y Procesos constituyentes. Caminos para la ruptura democrática. Trotta Editorial, 2014.
En junio de 2014 formó parte del núcleo impulsor de Guanyem Barcelona, una plataforma ciudadana, constituida en partido político con el objetivo de presentarse a las elecciones municipales de 2015 en Barcelona (España). Finalmente, fue el número dos de la candidatura de Barcelona en Común encabezada por Ada Colau, que resultó la lista más votada en esa convocatoria electoral. Investida Colau como alcaldesa de Barcelona en junio de 2015, fue nombrado primer teniente de alcalde, encargado de las áreas de Trabajo, Economía, Relaciones Internacionales y Ciudad Digital. Durante las fiestas de la Merced de 2015, Gerardo Pisarello protagonizó una "guerra de banderas" con el entonces portavoz del Partido Popular en el ayuntamiento de Barcelona, Alberto Fernández Díaz. Cuando éste sacó la bandera española para hacerla ondear junto a la catalana, Pisarello la agarró para evitar su colocación en el balcón. Esto generó una polémica en medios y redes sociales, que criticaron al teniente de alcalde por su comportamiento. A lo que él contestó que "no esperaba esa escena en el balcón del Ayuntamiento durante las fiestas de la Merced".  También fue concejal del Distrito de Sarriá-San Gervasio y del Distrito del Ensanche (Eixample).

### Diputado
Con la convocatoria anticipada de las Elecciones Generales, formó parte de la candidatura de En Comú Podem-Guanyem el Canvi en las elecciones al Congreso de los Diputados de abril de 2019 por la circunscripción de Barcelona, resultó elegido diputado. El día de la constitución de la XIII Legislatura, el 21 de mayo de 2019, fue nombrado secretario primero de la Mesa del Congreso. Tras la convocatoria de nuevas Elecciones Generales del 10 de noviembre de 2019 fue reelegido diputado y secretario primero de la Mesa. En noviembre de 2019 se incorporó a la dirección ejecutiva de Catalunya en Comú como responsable de relaciones políticas e internacionales. Desde 2021 es miembro del consejo asesor de la Internacional Progresista y forma parte del Consejo Latinoamericano de Justicia y Democracia (CLAJUD) del Grupo Puebla. Fue reelegido diputado Barcelona en las elecciones generales de 2023, revalidando también su cargo de Secretario Primero de la Mesa del Congreso de los Diputados. Además, en la XV legislatura, preside la Comisión Parlamentaria de Cultura.

## Distinciones
- Doctor Honoris causa por la Universidad Nacional de Rosario, Argentina (agosto de 2018).[35]

## Obras
Autor de diversos libros sobre constitucionalismo, derechos humanos y derecho a la ciudad, entre los cuales figuran:
- Vivienda para todos. Un derecho en (de)construcción. Icaria Editorial, 2003.
- Los derechos sociales y sus garantías. Trotta Editorial, 2007.
- Un largo Termidor. La ofensiva del constitucionalismo antidemocrático. Trotta Editorial, 2011.
- Procesos constituyentes. Caminos para la ruptura democrática. Trotta Editorial, 2014.
- Dejar de ser súbditos. El fin de la restauración borbónica. Akal, 2021[36][37][38]
- La República inesperada. Escritos contextatarios. CTXT

También es coautor de: 
- Pedrol, X.; Pisarello, G. La Constitució europea i els seus mites. Una crítica al Tractat Constitucional i arguments per a una altra Europa. En La Constitució europea i els seus mites. Una crítica al Tractat Constitucional i arguments per a una altra Europa.. Icaria editorial. 2005.
- Asens, Jaume; Pisarello, Gerardo. No hay derecho(s). La ilegalidad del poder en tiempos de crisis. Icaria Editorial, 2011.
- Pisarello, G; Asens, Jaume. La bestia sin bozal. En defensa del derecho a la protesta. Los Libros de la Catarata, 2014.[39][40]
- Varoufakis, Yanis; Pisarello, Gerardo. Un plan para Europa. Editorial: Icaria Editorial, 2016. Colección: Más Madera.[41]

Escribe en Público.es, ElDiario.es, Sin Permiso, CTXT